# تشارلز كلاري
تشارلز كلاري (بالإنجليزية: Charles Clary)‏ مواليد 24 مارس 1873 في تشارلستون، الولايات المتحدة - الوفاة 24 مارس 1931 في لوس أنجلوس، هو ممثل أمريكي بدأ مسيرته الفنية سنة 1910. ظهر في قرابة 206 أفلام.

## الأعمال
- سجادة من بغداد
- وردة الدم

## روابط خارجية
- تشارلز كلاري على موقع IMDb (الإنجليزية)
- تشارلز كلاري على موقع أول موفي (الإنجليزية)
- تشارلز كلاري على موقع قاعدة بيانات برودواي على الإنترنت (الإنجليزية)
- تشارلز كلاري على موقع قاعدة بيانات الأفلام السويدية (السويدية)
- تشارلز كلاري على موقع قاعدة بيانات الفيلم (الإنجليزية)